# Piney View
Piney View és una concentració de població designada pel cens dels Estats Units a l'estat de Virgínia de l'Oest. Segons el cens del 2000 tenia 1.046 habitants.

## Demografia
Segons el cens del 2000, Piney View tenia 1.046 habitants, 420 habitatges, i 307 famílies. La densitat de població era de 38,4 habitants per km².
Dels 420 habitatges en un 30,2% hi vivien nens de menys de 18 anys, en un 60% hi vivien parelles casades, en un 8,6% dones solteres, i en un 26,9% no eren unitats familiars. En el 23,1% dels habitatges hi vivien persones soles l'11,4% de les quals corresponia a persones de 65 anys o més que vivien soles. El nombre mitjà de persones vivint en cada habitatge era de 2,49 i el nombre mitjà de persones que vivien en cada família era de 2,92.
Per edats la població es repartia de la següent manera: un 21,3% tenia menys de 18 anys, un 7,9% entre 18 i 24, un 28,4% entre 25 i 44, un 27,7% de 45 a 60 i un 14,6% 65 anys o més.
L'edat mediana era de 40 anys. Per cada 100 dones de 18 o més anys hi havia 97,4 homes.
La renda mediana per habitatge era de 26.324 $ i la renda mediana per família de 32.917 $. Els homes tenien una renda mediana de 31.964 $ mentre que les dones 16.894 $. La renda per capita de la població era de 12.385 $. Entorn del 9,3% de les famílies i el 12,7% de la població estaven per davall del llindar de pobresa.

## Poblacions més properes
El següent diagrama mostra les poblacions més properes.